# Castro Barros megye
Castro Barros egy megye Argentína északnyugati részén, La Rioja tartományban. Székhelye Aminga.

## Népesség
A megye népessége a közelmúltban a következőképpen változott:
| Év   | Lakosság |
| ---- | -------- |
| 2001 | 4307     |
| 2010 | 4268     |